# Hassianycterididae
Hassianycterididae — родина вимерлих кажанів, що мешкали в еоцені (56-40 млн років тому).

## Класифікація
Родина складається з двох родів (цей список може бути неповним):
- † Cambaya Bajpai et al., 2005

- † Cambaya complexus Bajpai et al., 2005 — Іпрський ярус Формація Cambay Shale, Vastan Lignite Mine, Індія

- † Hassianycteris Smith & Storch, 1981

- † Hassianycteris joeli Smith & Russell, 1992 — Іпрський ярус Формація Kortijk Clay, Бельгія
- † Hassianycteris kumari Smith et al., 2007 — Іпрський ярус Формація Cambay Shale, Vastan Lignite Mine, Індія
- † Hassianycteris magna Smith & Storch, 1981 — Лютецький ярус Месельський кар'єр, Німеччина
- † Hassianycteris messelensis Smith & Storch, 1981 — Лютецький ярус Месельський кар'єр, Німеччина
- † Hassianycteris revilliodi Russell & Sigé, 1970 — Лютецький ярус Месельський кар'єр, Німеччина

Можливо також, що рід Tanzanycteris з Танзанії належить до цієї родини, хоча його першовідкривачі (Gunnell та ін .) пропонують віднести його у родину Tanzanycterididae.